# Tangerine (film)
Pour les articles homonymes, voir Tangerine (homonymie).
Pour plus de détails, voir Fiche technique et Distribution.
Tangerine est une comédie dramatique américaine réalisée par Sean Baker et sorti en 2015. Le film est présenté au Festival du film de Sundance 2015. Il remporte le Prix du jury au Festival du cinéma américain de Deauville 2015.

## Synopsis
Sin-Dee et Alexandra sont des prostituées afro-américaines transgenres. Sin-Dee vient de sortir de prison après une peine de 28 jours, et elle retrouve son amie Alexandra la veille de Noël. Alexandra révèle à Sin-Dee que son petit ami Chester l'a trompée avec une femme cisgenre, Dinah, lors de son séjour en prison. Sin-Dee décide alors de retrouver Chester et Dinah.

## Fiche technique
- Titre français : Tangerine
- Réalisation : Sean Baker
- Scénario : Sean Baker et Chris Bergoch
- Montage : Sean Baker
- Pays de production : États-Unis
- Format : Couleurs - Numérique (Iphone) - 2,35:1 - Stéréo
- Genre : comédie dramatique
- Durée : 88 minutes
- Dates de sortie :
  - États-Unis : 23 janvier 2015 (Festival du film de Sundance 2015)
  - France : 30 décembre 2015

## Distribution
- Kitana Kiki Rodriguez : Sin-Dee
- Mya Taylor : Alexandra
- Karren Karagulian : Razmik
- Mickey O'Hagan : Dinah
- James Ransone : Chester
- Alla Tumanian : Ashken
- Luiza Nersisyan : Yeva
- Arsen Grigoryan : Karo
- Ian Edwards : Nash
- Clu Gulager : le Cherokee
- Ana Foxxx : Selena
- Scott Krinsky : Parsimonious John
- Chelcie Lynn : madame Jillian
- Tsou Shih-ching : Mamasan
- Josh Sussman : Retch Chunder

## Production

### Attribution des rôles
Le casting est composé en majorité de non-professionnels recrutés via YouTube et Vine.

### Tournage
Le film est tourné avec un iPhone 5 dans le quartier de Tinseltown à Los Angeles.

## Prix
- 2015 : Prix du jury du Festival de Deauville au Festival du cinéma américain de Deauville 2015.
- 2015 : Prix Nouvelles Vagues au Festival international du film de La Roche-sur-Yon.